# Человеческое тело

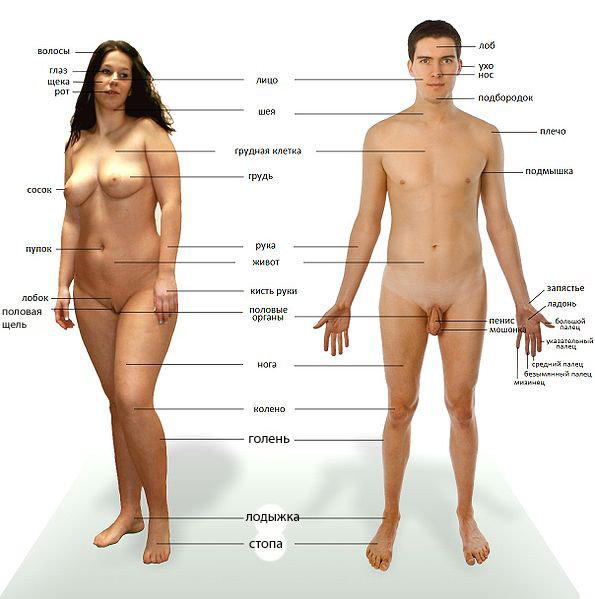
Внешнее строение тела человека

Челове́ческое те́ло — физическая структура человека, человеческий организм. Тело человека образовано клетками различных типов, характерным образом организующихся в ткани, которые формируют органы, заполняют пространство между ними или покрывают снаружи. Тело взрослого человека образуют около тридцати триллионов клеток. Клетки окружены межклеточным веществом, обеспечивающим их механическую поддержку и осуществляющим транспорт химических веществ.
В теле человека различают голову, шею, туловище, верхние и нижние конечности.

## Анатомия, морфология и эмбриология

### Нормальная анатомия человека
Система органов человека — совокупность органов человека, объединённых пространственно, имеющих общий план строения, общее происхождение и выполняющих единые функции.
В организме человека выделяют костную, мышечную, нервную, сердечно-сосудистую, дыхательную, пищеварительную, выделительную, репродуктивную, эндокринную, иммунную и покровную системы.

### Масса органов человека

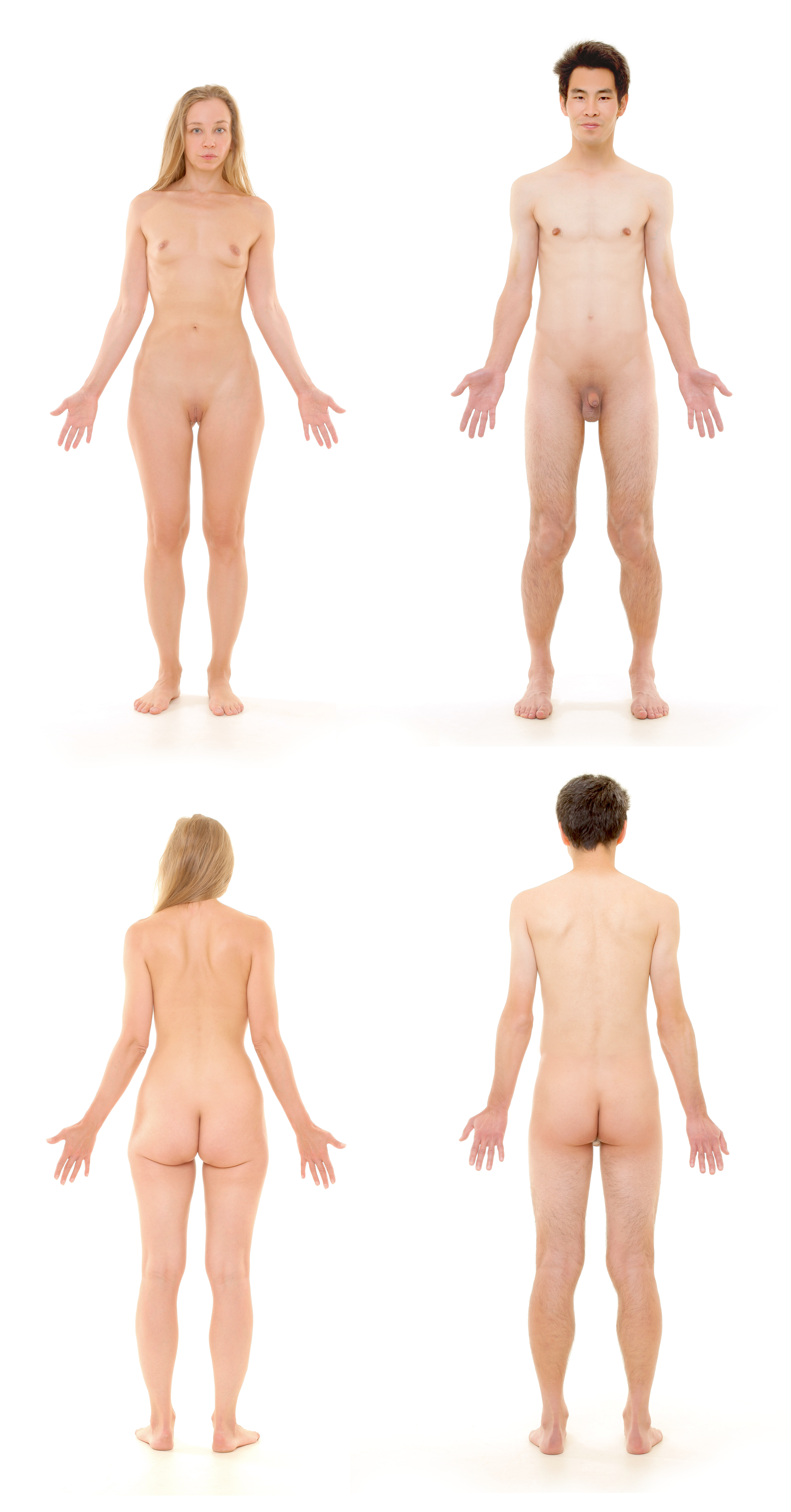
Женщина с длиной тела 166 см, массой тела 47 кг. ИМТ — 17,1 (ниже нормы).
Мужчина с длиной тела 178 см, массой тела 65 кг. ИМТ — 20,5

Следующие средние показатели указаны для человека возрастом 20 — 30 лет, с длиной тела 170 см, массой 70 кг и площадью тела 1,8 м².
Если полная масса тела равна 70 кг, то отдельные органы будут весить:
- Мышцы: 30 кг = 43 % массы тела
- Скелет без костного мозга: 7 кг = 10 %
- Кожа и подкожная клетчатка: 6,1 кг = 8,7 %
- Кровь: 5,4 кг = 7,7 %
- Пищеварительный тракт: 2,0 кг = 2,9 %
- Печень: 1,7 кг = 2,4 %
- Красный костный мозг: 1,5 кг = 2,1 %
- Головной мозг: 1,3 кг = 1,8 %
- Оба лёгких: 1,0 кг = 1,4 %
- Сердце: 0,3 кг = 0,43 %
- Обе почки: 0,3 кг = 0,43 %
- Щитовидная железа: 0,02 кг = 0,03 %
- Селезёнка: 0,18 кг = 0,26 %

### Телосложение
Средняя длина тела взрослого мужчины (в развитых странах) составляет около 1,7—1,8 м, длина тела взрослой женщины примерно 1,6—1,7 м. Эта величина определяется генетической предрасположенностью, характером питания, физической активностью и факторами внешней среды. С момента рождения особенности питания, физическая активность и другие факторы обеспечивают определённую коррекцию фенотипа.

### Ткани человеческого тела
Эмбриологически все ткани человеческого тела происходят из трёх зародышевых листков — энтодермы, мезодермы и эктодермы. В организме человека, как и животных, различают шесть групп тканей — эпителиальную, соединительную, нервную и мышечную, костную и жировую.
Эпителиальная ткань — слой клеток, выстилающий поверхность и полости тела, формирующий большинство желёз организма, внутренний слой желудочно-кишечного тракта, дыхательной системы, мочеполовых путей, кровеносных сосудов и т. д. Различают однослойный и многослойный эпителий (имеющие несколько морфологических типов), а также переходный эпителий.
Соединительная ткань выполняет опорную, защитную и трофическую функции. Состоит из внеклеточного матрикса и клеток соединительной ткани. Различают костную и хрящевую (гиалиновую, эластическую и волокнистую) ткани, кровь и лимфу, собственно соединительную ткань (рыхлая волокнистая, плотная волокнистая, ретикулярная), жировую ткань.
Нервная ткань — ткань эктодермального происхождения, представляет собой систему специализированных структур, образующих основу нервной системы и создающих условия для реализации её функций. Нервная ткань осуществляет связь организма с окружающей средой, восприятие и преобразование раздражителей в нервный импульс и передачу его к эффектору. Нервная ткань состоит из нейронов, выполняющих основную функцию, и нейроглии, обеспечивающей специфическое микроокружение для нейронов.
Мышечная ткань — ткань, обладающая свойствами возбудимости, проводимости и сократимости, способствуя изменению положения в пространстве частей тела, а также формы и объёма органов. Различают скелетную, сердечную (поперечно-полосатые) и гладкую мышечную ткань.

### Пол человека
Анатомические и генетические отличия мужчины и женщины сказываются и на некоторых отличиях в физиологии между ними, особенно у женщин во время беременности.

## Химический состав
Тело человека состоит в среднем на 60 % из воды, на 34 % из органических веществ, на 6 % — из неорганических (для разного возраста приводимые отношения меняются). Основными химическими элементами, формирующими органические вещества, являются углерод (~18 %), кислород (~65 %), водород (~10 %) и азот (~3 %), помимо этого, в состав органических веществ входят фосфор (~1 %) и сера (~0,25 %). В состав неорганических веществ тела человека входят 22 обязательных химических элемента — кальций, фосфор, кислород, натрий, магний, сера, бор, хлор, калий, ванадий, марганец, железо, кобальт, никель, медь, цинк, молибден, хром, кремний, йод, фтор, селен.
Данные химические элементы разделяют на макроэлементы (массовая доля элемента в организме превышает 10−2%), микроэлементы (10−3—10−5%) и ультрамикроэлементы (ниже 10−5%).